# Danh sách đảo theo tên (K)
Danh sách dưới đây liệt kê các đảo bắt đầu bằng ký tự K.
Đây là một danh sách chưa hoàn tất, và có thể sẽ không bao giờ thỏa mãn yêu cầu hoàn tất. Bạn có thể đóng góp bằng cách mở rộng nó bằng các thông tin đáng tin cậy.
A - B - C - D - Đ - E - F - G - H - I - J - K - L - M - N - O - P - Q - R - S - T - U - V - W - X - Y - Z

## K
| Tên đảo           | Quần đảo / Nhóm đảo                                                      | Quốc gia |
| ----------------- | ------------------------------------------------------------------------ | --- |
| Kachelotplate     | East Frisian Islands                                                     | Đức |
| Kácsa-sziget      | Tisza                                                                    | Hungary |
| Kagalaska         | Andreanof Islands group of the Aleutian Islands, Alaska                  | Hoa Kỳ |
| Kahoolawe         | Hawaiian Islands                                                         | Hoa Kỳ |
| Kakawaie          | Lake Kagawong, Ontario                                                   | Canada |
| Kakeromajima      | Amami Islands part of the Satsunan Islands part of the Ryukyu Islands    | Nhật Bản |
| Kakrasaar         |                                                                          | Estonia |
| Kalamos           | Ionian Islands                                                           | Hy Lạp |
| Kalolimnos        | Dodecanese                                                               | Hy Lạp |
| Kalpeni           | Lakshadweep                                                              | Ấn Độ |
| Kalymnos          | Dodecanese                                                               | Hy Lạp |
| Kållandsö         | Vänern lake                                                              | Thụy Điển |
| Kalsoy            | Quần đảo Faroe                                                           | Đan Mạch |
| Kamenka           | Kolyma Bay                                                               | Nga |
| Kanaga            | Andreanof Islands group of the Aleutian Islands, Alaska                  | Hoa Kỳ |
| Kapingamarangi    |                                                                          | Federated States of Micronesia |
| Kapiti            |                                                                          | New Zealand |
| Kapussaar         |                                                                          | Estonia |
| Karaginsky        | Bering Sea Group                                                         | Nga |
| Karkarpko         | Chukchi Sea Group                                                        | Nga |
| Karmøy            |                                                                          | Na Uy |
| Kárpathos         | Dodecanese                                                               | Hy Lạp |
| Karsibór          | Oder Lagoon islands                                                      | Ba Lan |
| Kásos             | Dodecanese                                                               | Hy Lạp |
| Kastellórizo      | Dodecanese                                                               | Hy Lạp |
| Kastos            | Ionian Islands                                                           | Hy Lạp |
| Kat O             | Hồng Kông                                                                | Trung Quốc |
| Katič             | Adriatic Sea                                                             | Montenegro |
| Kau Sai Chau      | Hồng Kông                                                                | Trung Quốc |
| Kauai             | Hawaiian Islands                                                         | Hoa Kỳ |
| Kaukura           | Palliser Islands, Tuamotus, Polynésie thuộc Pháp                         | Pháp |
| Kaʻula            | Hawaiian Islands                                                         | Hoa Kỳ |
| Kavaratti         | Lakshadweep                                                              | Ấn Độ |
| Kayak             | Vịnh Alaska, Alaska                                                      | Hoa Kỳ |
| Kea               | Cyclades                                                                 | Hy Lạp |
| Keewaydin         | Florida                                                                  | Hoa Kỳ |
| Kefalonia         | Ionian Islands                                                           | Hy Lạp |
| Kelleys           | Lake Erie, Ohio                                                          | Hoa Kỳ |
| Kelly             | Sông Mississippi, Illinois                                               | Hoa Kỳ |
| Kelly's           | Conception Bay, Newfoundland and Labrador                                | Canada |
| Kenosha           | Lake Abitibi Ontario                                                     | Canada |
| Kentucky Bend Bar | Sông Mississippi, Arkansas and Mississippi                               | Hoa Kỳ |
| Keppel            | Quần đảo Falkland                                                        | Vương quốc Anh |
| Keri              | Vịnh Phần Lan                                                            | Estonia |
| Keros             | Cyclades                                                                 | Hy Lạp |
| Kerrera           | Inner Hebrides                                                           | Scotland |
| Keskmine Vaika    | Vaika Islands                                                            | Estonia |
| Kesselaid         |                                                                          | Estonia |
| Keswick Island    | Queensland                                                               | Úc |
| Key Biscayne      | Biscayne Bay, Florida                                                    | Hoa Kỳ |
| Key Haven         | Florida Keys, Florida                                                    | Hoa Kỳ |
| Key Largo         | Florida Keys, Florida                                                    | Hoa Kỳ |
| Key West          | Florida Keys, Florida                                                    | Hoa Kỳ |
| Key Vaca          | Florida Keys, Florida                                                    | Hoa Kỳ |
| Khalki            | Dodecanese                                                               | Hy Lạp |
| Kharg             | Vịnh Ba Tư                                                               | Iran |
| Khvostof          | Rat Islands group of the Aleutian Islands, Alaska                        | Hoa Kỳ |
| Kigigak           | Ninglick River, Alaska                                                   | Hoa Kỳ |
| Kihnu             | Vịnh Riga                                                                | Estonia |
| Kikaigashima      | Amami Islands part of the Satsunan Islands part of the Ryukyu Islands    | Nhật Bản |
| Kila              |                                                                          | Síp |
| Kili              | Ralik Chain                                                              | Quần đảo Marshall |
| Kili Holm         | The North Isles, Bản mẫu:Country data Orkney Islands                     | Scotland |
| Killygowan        | Upper Lough Erne                                                         | Ireland |
| Killisnoo         | Alexander Archipelago, Alaska                                            | Hoa Kỳ |
| Kiltan            | Lakshadweep                                                              | Ấn Độ |
| Kimolos           | Cyclades                                                                 | Hy Lạp |
| Kinali            | Prince's Islands                                                         | Thổ Nhĩ Kỳ |
| Kinaros           | Dodecanese                                                               | Hy Lạp |
| King              | British Columbia                                                         | Canada |
| King              | Bering Sea, Alaska                                                       | Hoa Kỳ |
| King              | Bass Strait, Tasmania                                                    | Úc |
| King George       | South Quần đảo Shetland                                                  | Claimed by: · Argentine Antarctica, Argentina, · Antártica Chilena Province of Chile và · Lãnh thổ châu Nam Cực thuộc Anh of the Vương quốc Anh |
| King              | Allegheny River, Pennsylvania                                            | Hoa Kỳ |
| King's            | River Shannon                                                            | Ireland |
| King's            | Georgian Bay Ontario                                                     | Canada |
| King William      | Nunavut                                                                  | Canada |
| Kinmen (Quemoy)   | Kinmen County                                                            | Trung Hoa Dân Quốc |
| Kinnausy          | Lower Lough Erne                                                         | Ireland |
| Kiritimati        | Line Islands                                                             | Kiribati |
| Kis-Tisza-sziget  | Tisza                                                                    | Hungary |
| Kish              | Vịnh Ba Tư                                                               | Iran |
| Kiska             | Rat Islands group of the Aleutian Islands, Alaska                        | Hoa Kỳ |
| Kita daitō        | Daitō Islands part of the Ryukyu Islands                                 | Nhật Bản |
| Kita Kojima       | Quần đảo Senkaku                                                         | Nhật Bản |
| Kitchener         | Lake Huron, Ontario                                                      | Canada |
| Kithnos           | Cyclades                                                                 | Hy Lạp |
| Kleides           |                                                                          | Síp |
| Klein Bonaire     | Bản mẫu:Country data Hà Lan Antilles                                     | Bản mẫu:Country data Kingdom of the Hà Lan |
| Klein Curaçao     | Bản mẫu:Country data Hà Lan Antilles                                     | Bản mẫu:Country data Kingdom of the Hà Lan |
| Klippa            | Haapsalu Bay                                                             | Estonia |
| Kloostrisaar      | Lake Pühajärv                                                            | Estonia |
| Knarrholmen       | Southern Gothenburg Archipelago                                          | Thụy Điển |
| Knight            | Lake Champlain, Vermont                                                  | Hoa Kỳ |
| Knockemdown Key   | Florida Keys, Florida                                                    | Hoa Kỳ |
| Knox Atoll        | Ratak Chain                                                              | Quần đảo Marshall |
| Kobjeltak         | Arno Atoll                                                               | Quần đảo Marshall |
| Koch              | Nunavut                                                                  | Canada |
| Kodakarajima      | Tokara Islands part of the Satsunan Islands part of the Ryukyu Islands   | Nhật Bản |
| Kodiak            | Kodiak Archipelago, Alaska                                               | Hoa Kỳ |
| Koh Kong          |                                                                          | Cambodia |
| Koh Polawan       |                                                                          | Cambodia |
| Koh Rong          | Kampong Som Group of Islands                                             | Cambodia |
| Koh Rong Samlon   | Kampong Som Group of Islands                                             | Cambodia |
| Koh Russei        |                                                                          | Cambodia |
| Koh Sdach         |                                                                          | Cambodia |
| Koh Sess          |                                                                          | Cambodia |
| Koh Tang          | Kampong Som Group of Islands                                             | Cambodia |
| Koh Thass         |                                                                          | Cambodia |
| Koh Traolach      |                                                                          | Cambodia |
| Koh Treas         |                                                                          | Cambodia |
| Kohama            | Yaeyama Islands part of the Sakishima Islands part of the Ryukyu Islands | Nhật Bản |
| Kőhidi-sziget     |                                                                          | Hungary |
| Kõinastu laid     | Väinameri Sea                                                            | Estonia |
| Koipsi            | Kolga Bay                                                                | Estonia |
| Kokanongwi        | Georgian Bay, Ontario                                                    | Canada |
| Kolfage           | Lake Huron, Ontario                                                      | Canada |
| Kolmenasva        | Matsalu Bay                                                              | Estonia |
| Koločep           | Elafit islands                                                           | Croatia |
| Koltur            | Quần đảo Faroe                                                           | Đan Mạch |
| Kolyuchin         | Chukchi Sea Group                                                        | Nga |
| Koński Smug       | Oder Lagoon islands                                                      | Ba Lan |
| Koppos            |                                                                          | Síp |
| Korčula           | Central Dalmatian Archipelago, Adriatic Sea                              | Croatia |
| Kordylia          |                                                                          | Síp |
| Kõrksaar          | Vịnh Riga                                                                | Estonia |
| Kornati           | Kornati archipelago                                                      | Croatia |
| Korom-sziget      | Tisza                                                                    | Hungary |
| Kós               | Dodecanese                                                               | Hy Lạp |
| Kosa Meechkyn     | Bering Sea Group                                                         | Nga |
| Koster Islands    |                                                                          | Thụy Điển |
| Koufonisi         | Cyclades                                                                 | Hy Lạp |
| Kowloon Rock      | Hồng Kông                                                                | Trung Quốc |
| Koyama            | Bajuni Islands                                                           | Somalia |
| Kozloduy          | Sông Donau                                                               | Bulgaria |
| Kozushima         | Izu Islands                                                              | Nhật Bản |
| Krassi            | Vịnh Phần Lan                                                            | Estonia |
| Kräsuli           | Tallinn Bay                                                              | Estonia |
| Kreenholm         | Narva River                                                              | Estonia |
| Krk               |                                                                          | Croatia |
| Krenitzin         | Fox Islands group of the Aleutian Islands, Alaska                        | Hoa Kỳ |
| Kruzof            | Alexander Archipelago, Alaska                                            | Hoa Kỳ |
| Ksamil Islands    | Ionian Islands                                                           | Albania |
| Kuba-jima         | Quần đảo Senkaku                                                         | Nhật Bản |
| Kubbar            | Vịnh Ba Tư                                                               | Kuwait |
| Kuchinoerabushima | Osumi Islands part of the Satsunan Islands part of the Ryukyu Islands    | Nhật Bản |
| Kuchinoshima      | Tokara Islands part of the Satsunan Islands part of the Ryukyu Islands   | Nhật Bản |
| Kugong            | Belcher Islands, Nunavut                                                 | Canada |
| Kuiu              | Alexander Archipelago, Alaska                                            | Hoa Kỳ |
| Kumari            | Väinameri Sea                                                            | Estonia |
| Kumbli            | Tallinn Bay                                                              | Estonia |
| Kumejima          | Okinawa Islands part of the Ryukyu Islands                               | Nhật Bản |
| Kunoy             | Quần đảo Faroe                                                           | Đan Mạch |
| Kuper             | Quần đảo Gulf, British Columbia                                          | Canada |
| Kupreanof         | Alexander Archipelago, Alaska                                            | Hoa Kỳ |
| Kurima            | Miyako Islands part of the Sakishima Islands part of the Ryukyu Islands  | Nhật Bản |
| Kuroshima         | Yaeyama Islands part of the Sakishima Islands part of the Ryukyu Islands | Nhật Bản |
| Kuruvadweep       | Kabini River, Kerala                                                     | Ấn Độ |
| Kuusisto          |                                                                          | Phần Lan |
| Kvaløya           |                                                                          | Na Uy |
| Kvitsøy           | Kvitsøy islands, Rogaland                                                | Na Uy |
| Kvitøya           | Svalbard                                                                 | Na Uy |
| Kwajalein         | Ralik Chain                                                              | Quần đảo Marshall |
| Kyra Panagia      | Sporades                                                                 | Hy Lạp |
| Kythira           | Ionian Islands                                                           | Hy Lạp |
| Kythnos           | Cyclades                                                                 | Hy Lạp |
| Kyūshū            | Nhật Bảnese Archipelago                                                  | Nhật Bản |